# Хотеев, Андрей Иванович
 Андрей Иванович Хотеев  (2 декабря 1946, Ленинград — 28 ноября 2021) — российский пианист, педагог, музыкальный исследователь. С 1993 года жил в Германии.

## Биография
Андрей Хотеев родился в Ленинградe. Начал обучение на фортепиано в пять лет. Окончил с отличием Ленинградскую консерваторию у профессора Натанa Перельманa в 1971 и aссистентуру-стажировку Московской консерваторию имени П. И. Чайковского в 1985 у профессора Льва Наумова. Он дебютировал в 1983 в Малом зале Московской Консерватории. Творческие встречи со Святославом Рихтером в Петербурге в июне 1985 и с Альфредом Шнитке в Гамбурге в 1992 оказали глубокое влияние на исполнительский стиль Андрея Хотеева. В 1990 по рекомендации Валерия Гергиева он выступает с концертами в Консертгебау, в Амстердаме и на Шлезвиг-Гольштейнском фестивале в Германии, в 1991 дебютирует в Гамбурге с программой, посвященной 100-летию Сергея Прокофьева.
Первое турне по Европе Андрей Хотеев совершает в 1993:он выступает в России, Германии, Англии, Бельгии и Испании. В этом же году он записывает свой первый компакт-диск во Франции. В сентябре 1993 он исполняет впервые в Лондоне рукописную версию «Картинок с выставки» Мусоргского. В октябре 1993 Ленинградское телевидение транслирует из Большого Зала Санкт-Петербургской Филармонии исполнение рукописной версии Третьего фортепианного концерта Чайковского в 3-х частях — солист и музыкальный исследователь Андрей Хотеев. В 1993 он переезжает со своей семьёй в Гамбург.
В 1995 Хотеев концертирует во Франции — в зале Плейель в Париже, на Фестивале Радио Франс и в капитолии Тулузы с Национальным оркестром Капитолия Тулузы, Оркестром Ламурё и Национальным оркестром Монпелье.
Андрей Хотеев выступает с отечественными и зарубежными оркестрами под управлением Владимира Федосеева, Томаса Зандерлинга, Эри Класа, Равиля Мартынова, Владислава Чернушенко, Ави Островского, Андрея Борейко, Павла Когана, Владимира Альтшулера, Вольдемара Нельсона. Он также сотрудничает с такими певцами как Роберт Холл, Татьяна Новикова, Аня Силья и Елена Панкратова.

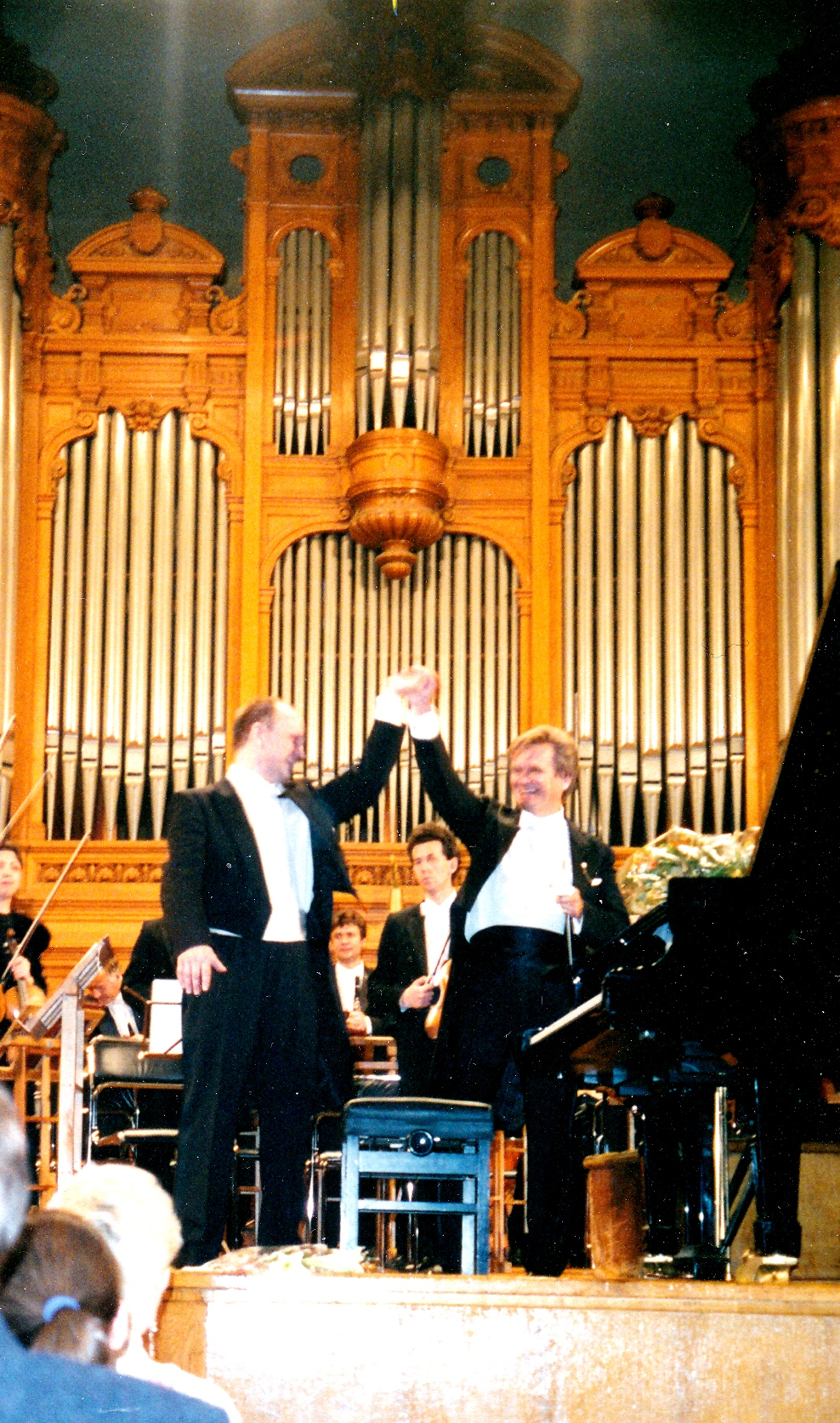
Aндрей Хотеев&Владимир Федосеев — Чайковский «4 фортепианных концерта» — мировая премьера Москва 1996 БЗК

В ноябре 1996 в Большом зале Mосковской консерватории в течение двух вечеров Хотеев впервые исполняет Цикл всех Трех фортепианных концертов П. И. Чайковского в несокращённых авторских версиях, дополнив их «Концертной Фантазией» для фортепиано с оркестром соч. 56. Это исполнение с Большим Симфоническим Оркестром им. П. И. Чайковского под управлением Владимира Федосеева явилось результатом многолетней совместной исследовательской работы Хотеева с Музеем Чайковского в Клину и получило международное признание.
Двумя годами позже эта программа всех сочинений Чайковского для фортепиано с оркестром, дополненная «Цыганскими напевами» и Аллегро до-минор, была записана и выпущена в Германии на трех компакт-дисках.
В 2000 в Большом зале Санкт-Петербургской филармонии Хотеев вместе с Заслуженным коллективом России симфоническим оркестром Санкт-Петербургской филармонии впервые исполняет оригинальную версию Фантазии «Цыганские напевы» для фортепиано с оркестром П. И. Чайковского/С.Ментер по неизвестной рукописи Чайковского, найденной доктором искусствоведения Полиной Вайдман. (Более подробную информацию о произведении см. в статье, посвященной Ментер.)
В 2006 Хотеев осуществляет свой цветомузыкальный проект: восстановив по архивным источникам световизуальную партитуру Василия Кандинского к «Картинкам с выставки» Мусоргского и партию света в«Прометеe» Скрябина, он исполняет эти сочинения со светом в Гамбурге с Гамбургским Симфоническим Оркестром под управлением Андрея Борейко, сочетая одновременно роль солиста- исполнителя и светорежиссёра.
В 2012 Хотеев исполняет вместе с дирижёром Томасом Зандерлингом и Новосибирским Филармоническим оркестром в Германии рукописную версию Концерта для фортепиано и струнного оркестра Альфреда Шнитке, исправив по просьбе композитора более 100 ошибок, закравшихся во все издания этого сочинения.
В 2014 году, в результате своих исследований, Андрей Хотеев осуществил в Мюнхене новую запись на компакт-диск Картинок с выставки Мусоргского, опубликованный фирмой Berlin Classics осенью 2014, по оригинальной рукописи произведения, хранящейся в Российской национальной библиотеке в Санкт-Петербургe. Им обнаружены существенные отклонения от оригинала, содержащиеся практически во всех нотных изданиях, включая факсимильные. Наиболее значительные отклонения четко задокументированы в буклете компакт-диска, подтверждаемые иллюстрациями нотных фрагментов из рукописи. Многочисленная западная пресса отмечает «экспрессивную мощь и динамическое разнообразие», «красочность, яркость и убежденность» исполнения пианистом оригиналa Мусоргского, «заставляющее по новому услышать произведение.». Диск номинирован на " German Record Critics' Award 2014.
В январе 2015 пианист удостоен престижной французской премии «5 Diapason» 2015 за выдающуюся звукозапись.
Андрей Хотеев был женат на пианистке Ольге Хотеевой, вместе с которой он осуществляет в 2012 запись на компакт-диск найденных им неизвестных 22 транскрипций для фортепиано в четыре руки Сергея Рахманинова по балету Чайковского «Спящая красавица».
Скончался 28 ноября 2021 года.

## Дискография
- Tchaikovsky: Piano Concert No. 3/Dumka 1993, Accord
- Tchaikovsky: The four piano concertos, Hungarian Gypsy Melodies, Allegro c-moll in unabridged original version. 3 CDs, 1998, KOCH-Schwann
- Russian songs: Rachmaninoff: 10 songs; Mussorgsky: Songs and Dances of Death; Scriabin: Piano Sonata No. 9 «Black Mass»; with Anja Silja, soprano. Recording: Berlin, Jesus Christus Kirche, 2009, Sony/RCA Red Seal
- Tchaikovsky/Rachmaninoff: Sleeping Beauty/Dornröschen. Great Ballet-Suite for piano for four hands. Andrej Hoteev and Olga Hoteeva, piano. 2012, NCA
- «Pure Mussorgsky»: Pictures at an Exhibition & Songs and Dances of Death — played from the original manuscripts; Andrej Hoteev(piano) and Elena Pankratova(soprano). Berlin classics / Edel 2014[29]
- Richard Wagner "Declarations of Love. Complete piano works and piano songs for Mathilde and Cosima: «Wesendonck- Sonata» Piano Sonata in a flat WWV 85 — "Sleepless"Music Letter for piano in G — "Schmachtend"Piano Elegie for Cosima in A-flat — Wesendonck-Lieder 1. Version,1857/58 — «Vier weiße Lieder»,1868. Andrej Hoteev, piano; Maria Bulgakova, soprano Hänssler Classic HC16058 2017[30]
- «Tchaikovsky.The Seasons & Dumka»:" The Seasons,12 characteristic scenes" op. 37bis and «Dumka» op.59. Andrej Hoteev (piano) Profil-Edition Günter Hänssler PH18088 2019[31]

DVDs
- Modest Mussorgsky: Pictures at an Exhibition, 2001
- Sergei Prokofiev: Piano Sonata No. 6. (Op. 82), 2003